# Alba Redondo
Alba María Redondo Ferrer (født 27. august 1996) er en spansk professionel fodboldspiller, der spiller som angriber for Liga F-klubben Levante UD og det spanske kvindelandshold.